# トーマス・ヘリオン
トーマス・ヘリオン（Thomas Herrion 1981年12月15日-2005年8月20日）はテキサス州フォートワース出身のアメリカンフットボール選手。ポジションはガード。

## 経歴
キルゴールカレッジを経てユタ大学に編入2002年、2003年の2シーズンプレーし2003年には左ガードとして12試合全てに先発出場、マウンテン・ウェスタン・カンファレンスのオールチームに選ばれる活躍を見せてリバティボウル制覇に貢献した、後にサンフランシスコ・フォーティナイナーズでチームメートとなるアレックス・スミスと共にプレーした。2004年ダラス・カウボーイズのトレーニングキャンプに参加したがカットされ最終ロースターには残れなかった。
2005年1月5日、サンフランシスコ・フォーティナイナーズと契約した彼はNFLヨーロッパのハンブルク・シーデビルズに派遣された。同年8月20日に行われたデンバー・ブロンコスとのプレシーズンマッチの試合終了後倒れた彼はロッカールーム、その後病院に運ばれたが亡くなったことが確認された。死因は虚血性心疾患または肥大型心筋症と診断された。
彼が亡くなったことについて体重が原因ではないかという疑問が投げかけられたがマイク・ノーランヘッドコーチ、元49ersのオフェンシブラインマンでチームスタッフのガイ・マッキンタイアはそうは思わないと答えた。その日のデンバーの気象条件は華氏60度台、湿度50%で熱中症になってもおかしくはない天候であった。
テキサス州東部にあるキルゴール大学時代のコーチは、彼は華氏90度から100度以上のコンディションでいつも練習を行っていた。熱中症や脱水症状ではないと思うと述べた。
試合時間残り2秒、14プレー91ヤードのTDドライブをチームがあげた後、彼が歩く姿がテレビに映し出されていたが疲労の色は見せていなかった。マッキンタイアによるとその直後に彼は息切れしていたが'How was that, Coach?' と声をかけてきたと語った。
彼の葬儀にはNFLコミッショナーのポール・タグリアブ、NFL選手会長のジーン・アップショーやフォーティナイナーズのスタッフ、チームメートだけでなく、ロジャー・クレイグ、アート・シェルらも列席した。
その後フォーティナイナーズのオーナー、デニス・デバートロ・ヨーク、ジョン・ヨーク夫妻はトーマス・ヘリオン賞を創設した。

## 人物
ユタ大学時代のチームメートからは巨体と魅力的な声でロッカールームで歌っていたことからルーベン・スタッダードと呼ばれていた。